# NGC 7107
NGC 7107 é uma galáxia espiral barrada (SBdm) localizada na direcção da constelação de Grus. Possui uma declinação de -44° 47' 31" e uma ascensão recta de 21 horas, 42 minutos e 26,5 segundos.
A galáxia NGC 7107 foi descoberta em 6 de Setembro de 1834 por John Herschel.